# Confederación Europea

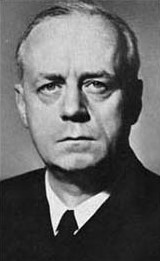
Joachim von Ribbentrop durante los juicios de Núremberg

La Confederación Europea (en alemán: Europäischer Staatenbund) fue una institución política de la unidad europea, parte de un Nuevo Orden más amplio, propuesto por el ministro de relaciones exteriores de Alemania, Joachim von Ribbentrop, en marzo de 1943.  El plan fue rechazado por el Führer Adolf Hitler. 
Algunos historiadores han argumentado que el concepto era principalmente una herramienta de propaganda, otros que había un entusiasmo genuino por la unidad europea entre los líderes políticos e intelectuales nazis y fascistas, ya que las referencias a este concepto se hicieron en memorandos y conversaciones secretas del gobierno.

## Fondo
Miembros del ministerio de relaciones exteriores de Alemania estaban interesados en la «cuestión europea» y colaboraron con el Instituto Auslandswissenschaftliches (DAWI, Instituto Alemán de Estudios Extranjeros) para asegurar una decisión al respecto.  Los influyentes planificadores de Europa fueron Werner Daitz , Franz Six y Karl Megerle , quienes presentaron trabajos y estudios sobre los fundamentos intelectuales de una Europa unida bajo el liderazgo nazi alemán.
Después de una serie de estudios preliminares y borradores, se presentó un memorando en marzo de 1943, que describía los pasos necesarios para formalizar la Confederación.  El 5 de abril de 1943, Ribbentrop emitió instrucciones para el establecimiento de un "Comité Europeo" ( en alemán: Europa-Ausschuß    ) de 14 diplomáticos en el Ministerio de Relaciones Exteriores, que tenían la tarea de "la recopilación de material y la preparación de datos para el futuro asentamiento de la Nueva Orden Europea después de que la guerra haya terminado".

## Planificación

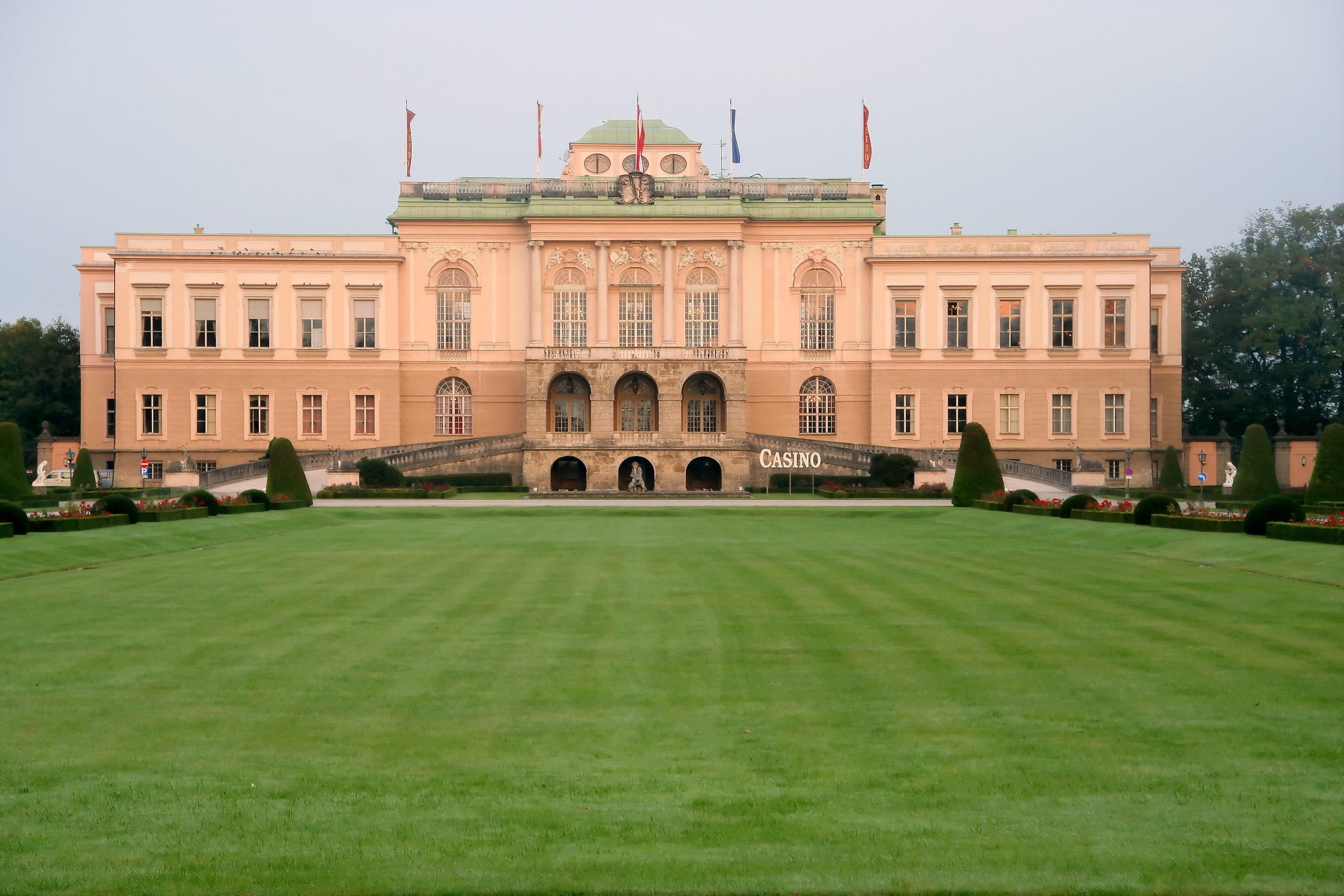
Palacio de Klessheim, Salzburgo.

Ribbentrop imaginó que tan pronto como Alemania obtuviera una importante victoria militar, los Jefes de los Estados interesados serían invitados a un lugar de reunión seguro (lejos del alcance de los bombarderos aliados) como Salzburgo (tal vez en el Palacio de Klessheim ) o Viena , donde El instrumento para la creación de la Confederación sería firmado solemnemente.  Los estados en cuestión fueron Alemania, Italia, Francia, Dinamarca, Noruega, Finlandia, Eslovaquia, Hungría, Rumania, Bulgaria, Croacia, Serbia y Grecia.  La participación de España fue anticipada pero incierta desde el punto de vista de la neutralidad española durante la Segunda Guerra Mundial .  El memorando de marzo de 1943 establece que si se estableciera algún otro estado en territorios actualmente ocupados por Alemania, estos también serían invitados a unirse.  No se esperaba que Suecia, Suiza y Portugal se unieran mientras continuara la guerra, pero no se consideraba que su membresía fuera de gran importancia.

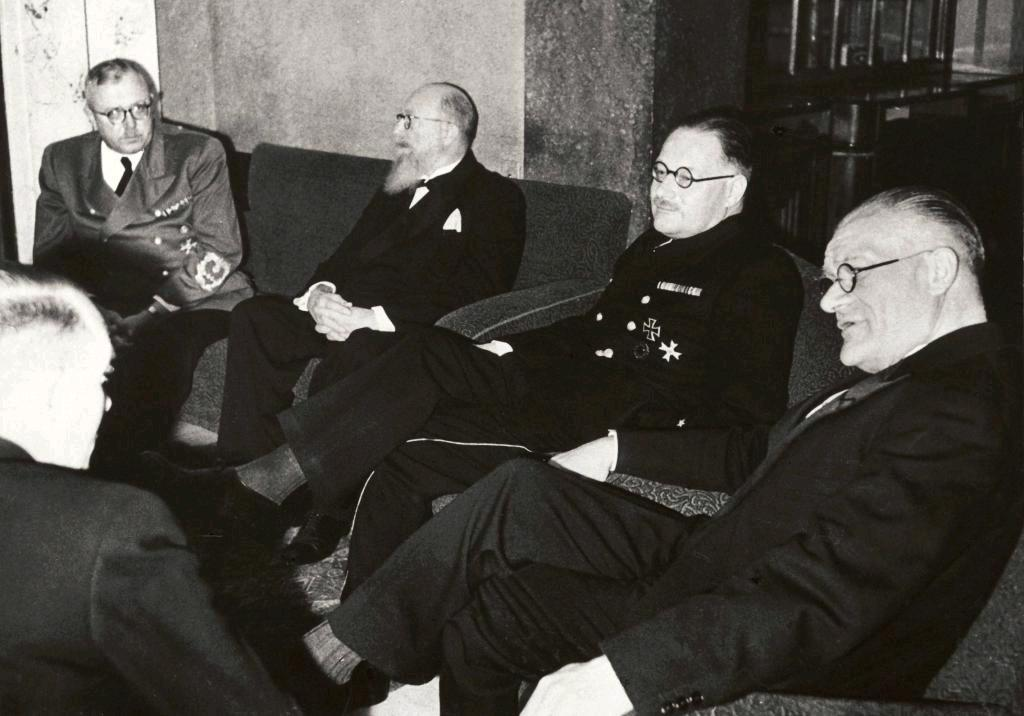
Cécil von Renthe-Fink (tercero por la izquierda) en 1941

El diplomático Cécil von Renthe-Fink presentó un borrador a Ribbentrop que también discutió la posibilidad de que los países bálticos, Bélgica, Países Bajos e incluso Rusia bajo el gobierno del Movimiento Vlasov se unan a la Confederación.  El borrador también menciona que la admisión de países que se proyectarían como anexos a la Gran Alemania no incitaría a estos países hacia el nacionalismo, sino que sería el primer paso para atraerlos a la esfera política de Alemania (ver Gran Reich germánico ).  La admisión de Polonia a la Confederación fue, según Renthe-Fink, fuera de cuestión.
El borrador de la ley establece que la Confederación debía garantizar que las guerras nunca vuelvan a romper entre los pueblos europeos.  Los miembros son estados soberanos que garantizan la libertad, el carácter nacional y la independencia política de otros estados miembros.  La organización de los asuntos internos de cada estado miembro debía ser su decisión soberana respectiva.  Los estados miembros debían defender los intereses de Europa y proteger el continente de enemigos externos.  La economía europea se reorganizaría de mutuo acuerdo entre los estados miembros, con las costumbres internas y otras barreras que se eliminaron progresivamente.  Las redes transeuropeas de ferrocarriles, autopistas , vías navegables y líneas aéreas se desarrollarían de acuerdo con un plan común.  La Confederación se basaría en parte en tratados diplomáticos anteriores firmados entre las potencias del Eje, el Pacto de Acero entre Italia y Alemania, el Pacto Tripartito y el Pacto Anti-Comintern .
La cuestión de los posibles ajustes territoriales, como el Banato, la frontera húngaro-rumana y las reclamaciones de Italia al territorio francés , no debía tratarse con el Acta de la Confederación, sino que debía emitirse en acuerdos de paz finales separados.

## Objetivo
El proyecto consistía en asegurar a los aliados de Alemania que se respetaría su independencia después de la guerra, y también para impresionar a los soviéticos y los aliados occidentales de que toda Europa estaba unida en desafío y que los aliados no estaban luchando por la liberación de los europeos. Estados, pero en contra de la unidad europea, haciendo que la propaganda antialemana estadounidense y británica sea impotente.  Un claro llamado a la confederación también permitiría a los alemanes reclutar más hombres para las Waffen-SS de los países ocupados, y obligarlos a reforzar su esfuerzo de guerra en esferas personales y materiales.  Además, la confederación disuadiría a los países neutrales de Europa de ponerse del lado del campo aliado.

## Recepción entre las potencias del Eje[14]
También declaró que Francia debe prepararse para unirse a la unión aduanera, y estaba dispuesta a aceptar la ocupación militar alemana a largo plazo de la costa atlántica francesa si fuera necesario para la protección del continente.  También esperaba que estas medidas no excluyeran a Alemania e Italia de permitir que Francia recupere "una posición apropiada para su pasado continental y colonial" en el futuro.

## El rechazo de Hitler
Adolf Hitler desestimó el plan, ya que su visión de la Europa de posguerra fue de total hegemonía alemana.  Ernst von Weizsäcker registró en sus diarios la posición de Hitler al respecto.  El 13 de abril de 1943 escribió "Reorganización de Europa: no hay entusiasmo por esta idea de nuestro lado; el presente comunicado de jejune es un compromiso entre dos partes".  El 5 de mayo de 1943, "La razón por la cual no debemos involucrarnos en una conversación sobre el" Nuevo Orden "en Europa se indica confidencialmente por el Führer: nuestros vecinos son todos nuestros enemigos; debemos obtener todo lo que podamos de ellos. pero no puedo y no debemos prometerles nada ".